# Jürgen Knuth
Jürgen Knuth ist ein deutscher Segler und Segeltrainer.

## Werdegang
Knuth wuchs in Güstrow auf und erlernte das Segeln auf dem Inselsee. Er wurde Junioren-Europameister. Knuth schloss ein Studium der Sportwissenschaft ab.
Im Erwachsenenbereich gewann das Mitglied des Schweriner Yacht-Clubs 1997 und 1998 jeweils mit Mike Knobloch die Europa- und Weltmeisterschaft in der Bootsklasse Tempest. Zeitweise bestritt Knuth auch Wettkämpfe für die Hamburger Regattagemeinschaft, darunter 1992 die Weltmeisterschaft in der Bootsklasse Finn Dinghi. Später war Knuth als Segelbundestrainer tätig. Er wurde in Börgerende-Rethwisch Inhaber eines Unternehmens, das unter anderem eine Segelschule betreibt.